# Ferreiros (Pernambouc)
Ferreiros est une municipalité brésilienne située dans l'État du Pernambouc.